# Thiago Martinelli
Thiago Martinelli da Silva (* 14. Januar 1980 in Jundiaí) ist ein ehemaliger brasilianischer Fußballspieler.

## Karriere
Thiago begann seine Karriere 2000 bei Paulista FC. 2003 unterschrieb er einen Vertrag beim Erstligisten AD São Caetano. Am Ende der Série A 2006 stieg der Verein in die zweite Liga ab. 2007 wechselte er zu Cruzeiro EC. 2008 wurde er mit dem Verein Tabellendritter der Série A 2008. 2009 wechselte er zum japanischen Zweitligisten Cerezo Osaka, bestritt 41 Zweitligaspiele und schoss dabei zwei Tore. 2009 wurde er mit dem Verein Vizemeister der zweiten Liga und stieg in die erste Liga auf. 2010 kehrte er nach Brasilien zurück und unterschrieb einen Vertrag bei CR Vasco da Gama. Danach spielte er bei EC Vitória und AD São Caetano.